# Małgorzata Hohenzollern (1483–1532)
Małgorzata Hohenzollern (ur. 1483, zm. 1532) – margrabianka brandenburska.
Była córką Fryderyka Starszego, margrabiego brandenburskiego na Ansbach i Bayreuth, oraz Zofii Jagiellonki.
W 1509 roku próbowano ją wydać za Jana Zapolyę. W 1519 roku, jej bracia chcieli wydać ją za Walentyna (1485–1521), księcia raciborskiego. Małgorzata jednak odmówiła mu swojej ręki.